# Aquil·les Taci
Aquil·les Taci (grec antic: Ἀχιλλεὺς Τάτιος, llatí: Achilles Tatius fou un gramàtic alexandrí del segle ii o III, o potser fins i tot posterior: per certes imitacions que l'autor fa d'Heliodor d'Èmesa que posa en relleu Foci, hom pensa que podia ser d'una època posterior, potser del segle v o començament del segle vi. Segons Suides, fou inicialment pagà, però es va convertir al cristianisme, encara que dels seus llibres no es desprèn aquesta afirmació, ja que no porten cap referència a pensaments cristians.
La seva principal obra és una novel·la d'amor entre Clitofont i Leucipe que porta per títol Τὰ κατὰ Λενκίππην καὶ Κλειτοφῶντα, en vuit llibres. L'obra té aspectes contradictoris i és escrita en un estil retòric, però considerada de les millors novel·les amoroses conservades de la literatura grega. Clitofont explica a un amic seu tots els fets ocorreguts des del començament fins al final de la història, quan aconsegueix l'amor de Leucipe. La novel·la és més aviat avorrida i el narrador té un estil afectat i insípid. Aquil·les Taci, com va fer també Heliodor d'Èmesa, no utilitza recursos meravellosos, però l'acumulació d'aventures i dificultats tant físiques com morals que presenta, i que els amants han de superar abans d'unir-se i ser feliços, és immensa, i fa que els esdeveniments siguin improbables, tot i que el desenvolupament està hàbilment gestionat per l'autor. L'obra conté moltes digressions, que encara que són interessants per si mateixes i contenen informació curiosa, trenquen el ritme de la narració. L'obra imita l'estil d'autors anteriors, i tot i les deficiències, va ser un llibre molt llegit, com ho demostren la gran quantitat de manuscrits conservats.
Fou traduïda parcialment al llatí per primera vegada per Anníbal della Croce (Crucejus) a Leyden el 1544 i deu anys més tard va aparèixer l'edició completa a Basilea; la primera edició en grec es va fer a Heidelberg el 1601. El 1638 fou traduïda a l'anglès per Anthony Hodges, a Oxford.
Una altra obra que Suides li atribueix és un llibre sobre l'esfera (περὶ σφαίρας) una part de la qual sembla esser una introducció als Φαινόμενα (fenòmens) d'Arat (Εἰσαγωγὴ εἰς τὰ Ἀράτου Φαινόμενα), però que és probablement de Fírmic, un temps anterior. Suides també menciona un llibre sobre etimologia i un altre titulat «Histories miscel·lànies», ambdues perdudes, i no és segur que siguin d'aquest Aquil·les.